# Thomas Slade
Thomas Slade (ur. 1703/4, zm. 1771) – brytyjski architekt morski, najbardziej znany z zaprojektowania HMS Victory, okrętu używanego przez admirała Horatio Nelsona w bitwie pod Trafalgarem w 1805 roku.
Thomas Slade zaczynał jako pracownik w stoczni królewskiej. W 1744 został głównym konstruktorem okrętów w stoczni w Woolwich, następnie w stoczni w Plymouth 22 listopada 1750. 27 maja 1752 powrócił do stoczni w Woolwich.